# Coupe CECAFA des nations 1987
Navigation
Zimbabwe 1985 Malawi 1988
La Coupe CECAFA des nations 1987 est la quatorzième édition de la Coupe CECAFA des nations qui a eu lieu à Addis-Abeba et à Asmara, en Éthiopie du 13 au 27 décembre 1987. Les nations membres de la CECAFA (Confédération d'Afrique centrale et de l'Est) sont invitées à participer à la compétition.
C'est le pays hôte, l'Éthiopie, qui remporte pour la première fois la compétition en s'imposant en finale face au tenant du titre, le Zimbabwe. L'Ouganda monte sur la troisième marche du podium. Le Malawi quitte la compétition après la première journée à la suite du décès brutal du président de la fédération le 13 décembre.

## Équipes participantes
- Éthiopie - Organisateur
- Zimbabwe - Tenant du titre
- Zanzibar
- Tanzanie
- Kenya
- Zambie
- Malawi - Forfait
- Ouganda

## Compétition

### Premier tour

#### Groupe A
- L'ensemble des matchs a eu lieu au stade d'Addis-Abeba à Addis-Abeba.

| Rang | Équipe   | Pts | J | G | N | P | Bp | Bc | Diff |  | Résultats (▼ dom., ► ext.) |  |     |     |     |
| ---- | -------- | --- | - | - | - | - | -- | -- | ---- |  | -------------------------- |  | --- | --- | --- |
| 1    | Zanzibar | 4   | 3 | 1 | 2 | 0 | 2  | 0  | +2   |  | Zanzibar                   |  | 0-0 | 0-0 | 2-0 |
| 2    | Éthiopie | 4   | 3 | 1 | 2 | 0 | 2  | 1  | +1   |  | Éthiopie                   |  |     | 2-1 | 0-0 |
| 3    | Kenya    | 3   | 3 | 1 | 1 | 1 | 4  | 4  | 0    |  | Kenya                      |  |     |     | 3-2 |
| 4    | Tanzanie | 1   | 3 | 0 | 1 | 2 | 2  | 5  | -3   |  | Tanzanie                   |  |     |     |     |

#### Groupe B
- L'ensemble des matchs a eu lieu à Asmara.

| Rang | Équipe         | Pts | J | G | N | P | Bp | Bc | Diff |  | Résultats (▼ dom., ► ext.) |  |     |     |
| ---- | -------------- | --- | - | - | - | - | -- | -- | ---- |  | -------------------------- |  | --- | --- |
| 1    | Ouganda        | 3   | 2 | 1 | 1 | 0 | 4  | 0  | +4   |  | Ouganda                    |  | 0-0 | 4-0 |
| 2    | Zimbabwe       | 2   | 2 | 0 | 2 | 0 | 2  | 2  | 0    |  | Zimbabwe                   |  |     | 2-2 |
| 3    | Zambie         | 1   | 2 | 0 | 1 | 1 | 2  | 6  | -4   |  | Zambie                     |  |     |     |
| 4    | Malawi forfait |     |   |   |   |   |    |    |      |  |                            |  |     |     |

### Demi-finales
| 23 décembre 1987 | Zimbabwe | 1 - 0 | Zanzibar | Stade d'Addis-Abeba, Addis-Abeba |  |
|                  |          |       |          |                                  |  |

| 24 décembre 1987 | Éthiopie | 3 - 0 | Ouganda | Stade d'Addis-Abeba, Addis-Abeba |  |
|                  |          |       |         |                                  |  |

### Match pour la3eplace
| 26 décembre 1987 | Ouganda | 2 - 0 | Zanzibar | Stade d'Addis-Abeba, Addis-Abeba |  |
|                  |         |       |          |                                  |  |

### Finale
| 27 décembre 1987 | Éthiopie        | 1 - 1 t.a.b. | Zimbabwe | Stade d'Addis-Abeba, Addis-Abeba |  |
|                  |                 |              |          |                                  |  |
|                  | Tirs au but 4-3 |              |          |                                  |  |

| Vainqueur Coupe CECAFA 1987 Éthiopie 1er titre |

## Sources et liens externes
- (en) Feuilles de matchs et infos sur RSSSF